# Agisymba

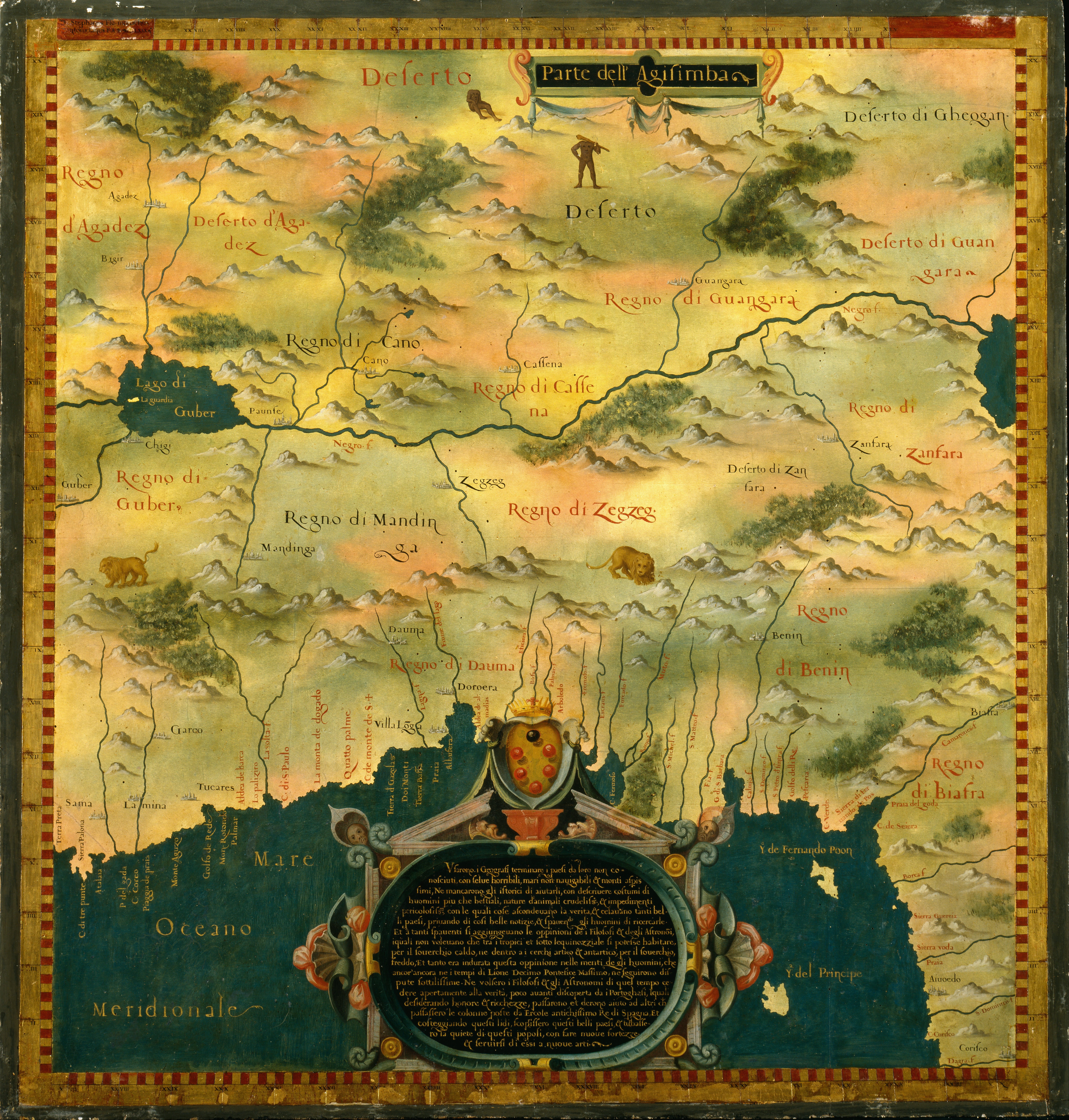
Der Versuch einer kartografischen Darstellung im Europa des 16. Jahrhunderts: Parte dell' Agisimba von Stefano Bonsignori, 1589, Öl auf Holz, Palazzo Vecchio

Agisymba ist eine von Claudius Ptolemäus zur Mitte des 2. Jahrhunderts n. Chr. erwähnte Landschaft im subsaharanischen Afrika.

## Geschichte
Ptolemaios stützt sich bei seiner Beschreibung auf den zwischen 107 und 115 n. Chr. schreibenden Marinos von Tyros, der die Reise des Iulius Maternus in das innere Afrikas beschrieb. Der König der Garamanten unternahm zwischen 83 und 92 n. Chr. einen Heereszug in der Landschaft Agisymba, um die Einwohner der Region, die er als seine Untertanen betrachtete, wieder unter seine Botmäßigkeit zu bringen. Nach Ansicht einiger Historiker soll es sich bei diesem Heereszug um eine Razzia zur Gewinnung von Sklaven gehandelt haben.
Nach den Angaben von Ptolemäus erreichte Maternus Agisymba nach einer viermonatigen Reisezeit, die jedoch einige Kreuz- und Querzüge enthielt. Agisymba soll nach seinen Angaben südlich des Fessan gelegen haben. Die Landschaft wird als sehr ausgedehnt, gebirgig und mit seiner Tierwelt geschildert. Namentlich soll es viele Nashörner gegeben haben, was auf das Vorhandensein von bedeutenden Strömen und Seen hinweist. Diese Beschreibung des Landstrichs Agisymba stellte die südlichste Beschreibung einer Region im Inneren Afrikas dar, von der die Römer zur Kaiserzeit am Ende des 1. Jh. Kunde erhalten hatten. Nach dieser Deutungsweise stellte Asigymba also eine Grenze der damals bekannten Erde dar.
Bisher konnten Historiker nicht belegen, ob Agisymba im Aïr, im Tibesti, im ausgedehnten Tschadseegebiet oder anderswo lag. Der intensive Handel auf der schon vor den Arabern genutzten Route der zentralen Sahara zwischen Tripolis, dem Fessan, dem Kaouar-Tal und dem Tschadseegebiet (der so genannten Bornustraße) liefert einen deutlichen Hinweis darauf, dass die Richtungsangabe von Ptolemäus durchaus den Tatsachen entsprach. In der Karte des Ptolemäus (in seiner Geographica) wird Agisymba als ein Landstrich bezeichnet, der den gesamten Westen der Sudanregion umfasst.
Unbekannt ist auch die Herkunft des Namens Agisymba, vermutlich hat er einen afrikanischen Ursprung. Nach der Theorie Dierk Langes verweist der Fall Agisymba auf eine frühe phönikische Beeinflussung der Staatengründungen des Zentralsudans und könnte deshalb als Vorläuferreich des von den arabischen Geographen erstmals erwähnten Reiches Kanem gelten.